# Sulo Vaattovaara
Sulo Vaattovaara (Torshälla, 18 febbraio 1962) è un ex calciatore svedese, di ruolo difensore.

## Carriera

### Club
Trascorse tutta la carriera in Svezia.

### Nazionale
Con la Nazionale svedese ha preso parte ai Giochi Olimpici del 1988.